# ارکی ویهتیلا
ارکی ویهتیلا (فنلاندی: Erkki Vihtilä؛ زادهٔ ۱۴ مهٔ ۱۹۵۱) بازیکن فوتبال اهل فنلاند بود.
وی همچنین در تیم ملی فوتبال فنلاند بازی کرده‌است.